# Torsten Ström
Torsten Emanuel Ström, född 17 augusti 1885 i Lidköping, död 29 oktober 1943 i Lidköping, var en svensk handlare och riksdagsman (socialdemokrat).
Ström var verksam som typograf fram till 1909. Han var ledamot av riksdagens första kammare från 1922, invald i Skaraborgs läns valkrets.

## Fotnoter
1. 1 2 3 4 5 6 7 8  Tvåkammar-riksdagen 1867–1970, 1985, Svenskt porträttarkiv: sj9PGLAlnmUAAAAAABgelw, läst: 3 januari 2022.[källa från Wikidata]
2. 1 2 3 4  Sveriges riksdag 1924 : porträttalbum, 1925, s. 46, läs onlineläs online, läst: 1 mars 2022.[källa från Wikidata]
3. ↑  Sveriges Dödbok 1901–2009, DVD-ROM, Version 5.00, Sveriges Släktforskarförbund (2010).